# Андеграунд хіп-хоп
Андеґраунд хіп-хоп (також широко відомий як інді-хіп-хоп або підпільний реп) — це загальний термін для хіп-хоп-музики, яка виходить за межі загального комерційного канону. Як правило, це пов’язано з незалежними виконавцями, які мають контракти з незалежними лейблами або взагалі без жодного лейбла. Підпільний хіп-хоп часто характеризується соціально свідомими, позитивними або антикомерційними текстами. Однак немає об’єднуючої чи універсальної теми – AllMusic припускає, що вона «не має звукових позначень». «The Underground» також відноситься до спільноти музикантів, шанувальників та інших, які підтримують некомерційну або незалежну музику. Музичні сцени, тісно пов'язані з андеграундним хіп-хопом, включають альтернативний хіп-хоп і свідомий хіп-хоп. Багато виконавців, яких сьогодні вважають «андеграундними», не завжди були такими, і, можливо, раніше порушували чарти Billboard.

## Стиль
Підпільний хіп-хоп охоплює кілька різних стилів музики. Численні дії в книзі «Як читати реп» описані як андеграундні та політично чи соціально обізнані, зокрема Б. Долан Брат Алі, Диявольський, Безсмертна Техніка, Трюки розуму джедаїв, Micranots, Mr. Lif, Murs, Little Brother, POS і Zion I, Madlib, серед інших.
До андерграундних виконавців із альбомами, визнаними критиками, належать Atmosphere, Binary Star, Blu, Cannibal Ox, Company Flow, Del the Funky Homosapien, Roc Marciano, Freestyle Fellowship, Hieroglyphics, Juggaknots, Jurassic 5, Kool Keith, Little Brother, MF DOOM, Non Phixion, Planet Asia, RJD2, MC TP, Stryker & MFT і Ammar Kazi серед багатьох інших.
Деякі андерграундні виконавці створюють музику, яка вшановує фундаментальні елементи чи стовпи хіп-хоп культури, як-от Dilated Peoples, People Under the Stairs і Fashawn, чия музика «нагадує золотий вік хіп-хопу».

## Ранні початки
У роки становлення хіп-хопу переважна більшість жанру була андеграундною музикою, за визначенням. Незважаючи на те, що група Sugarhill Gang досягла комерційного успіху в 1979 році, більшість артистів не поділяли такої популярності до середини 1980-х років. Дебютний альбом Ultramagnetic MC Critical Beatdown (1988) вважається одним із найперших прикладів «підпільного хіп-хопу». Було описано, що альбом був характерним для того, що пізніше стане відомим як «підпільний хіп-хоп». Нью-йоркський андеграундний репер Кул Кейт отримав помітний успіх зі своїм альбомом Dr. Octagonecologyst, привернувши більше уваги, ніж будь-який сучасний незалежний хіп-хоп альбом «за досить довгий час». Stretch Armstrong and Bobbito Show було відомим андерграундним хіп-хоп радіошоу, яке транслювалося на WKCR, а пізніше WQHT, у Нью-Йорку з 1990 по 1999 рік. У ньому брали участь такі репери, як The Notorious BIG, Big L, Jay-Z і Eminem, а також такі групи, як Wu-Tang Clan, Mobb Deep і Fugees, і все це до того, як вони набули популярності. У 1999 році принц Павло та Бриз Брюін створили один із перших альбомів реп-опери під назвою A Prince Among Thieves. Rolling Stone поставив альбому 4,5/5.